# カバーラップ二世
カバーラップ二世（カバーラップにせい、競走名セイカン）とは日本の競走馬、種牡馬である。
戦後の競走馬資源不足解消のため、2歳（旧馬齢）のときにアメリカより輸入された外国産馬（通称「米サラ」）の抽せん馬。尾形藤吉のもとでセイカンという名で走ったが、脚部不安のため競走馬としては大成せず下級競走を2勝したのみに終わり、引退した翌年の1957年より吉田牧場で種牡馬となる。このときカバーラップ二世と改名された。父Cover Upを原音に近い形で表記し、その「二世」としたものである。
年間種付け頭数は1972年の29頭が最高であり、ほぼ吉田牧場専属の種牡馬であった。それにもかかわらず、2年目の産駒から阪神3歳ステークスの優勝馬チトセハーバーを送り出したのを皮切りに、桜花賞優勝馬ワカクモ、1967年の最優秀4歳牡馬リュウズキなどの八大競走優勝馬を次々と輩出。1960年代後半から1980年代にかけての同牧場の全盛時代を牽引した。
1978年に種牡馬を引退し、1980年夏に老衰のため死亡。遺体は孫であるテンポイントの墓のそばに埋められた。この年の秋に牝馬として9年ぶりの天皇賞・秋優勝馬となったプリテイキャストが最後の活躍馬となった。中央競馬で重賞優勝馬となった8頭の産駒は、すべて吉田牧場、あるいは縁戚の吉田権三郎の生産馬であった。

## おもな産駒
※太字は現在のGI級競走優勝馬。
- チトセハーバー（1959年産 阪神3歳ステークス）
- リュウゲキ（1960年産 朝日盃3歳ステークス）
- キョクトー（1962年産 キヨフジ記念、平和賞、浦和桜花賞）
- ワカクモ（1963年産 桜花賞、小倉記念）
- リュウズキ（1964年産 皐月賞、有馬記念、函館記念2回、北海道3歳ステークス）
  - 1967年度優駿賞最優秀4歳牡馬
- ゴルドラップ（1968年産 東京王冠賞）
- フクリュウヒカリ（1969年産 デイリー杯3歳ステークス）
- アグネスビューチー（1971年産 東京新聞杯）
- カシュウチカラ（1973年産 天皇賞・春、目黒記念・春2回、京成杯オータムハンデキャップ）
- プリテイキャスト（1975年産 天皇賞・秋、ダイヤモンドステークス）
  - 1980年度優駿賞最優秀5歳以上牝馬

### おもなブルードメアサイアー産駒
- テンポイント（阪神3歳ステークス、天皇賞・春、有馬記念など）
- キングスポイント（中山大障害・春、中山大障害・秋など）

## 血統表
| カバーラップ二世（セイカン）の血統（ハイペリオン系 / ） | カバーラップ二世（セイカン）の血統（ハイペリオン系 / ） | カバーラップ二世（セイカン）の血統（ハイペリオン系 / ） | （血統表の出典）    | （血統表の出典） |
| 父系                                                    | ハイペリオン系                                          | ハイペリオン系                                          | ハイペリオン系      | [ § 2 ]          |
| 父 Cover Up 1943 栗毛 アメリカ                          | 父の父Alibhai 1938 栗毛 イギリス                        | Hyperion                                                | Gainsborough        | Gainsborough     |
| 父 Cover Up 1943 栗毛 アメリカ                          | 父の父Alibhai 1938 栗毛 イギリス                        | Hyperion                                                | Selene              |                  |
| 父 Cover Up 1943 栗毛 アメリカ                          | 父の父Alibhai 1938 栗毛 イギリス                        | Teresina                                                | Tracery             | Tracery          |
| 父 Cover Up 1943 栗毛 アメリカ                          | 父の父Alibhai 1938 栗毛 イギリス                        | Teresina                                                | Blue Tit            |                  |
| 父 Cover Up 1943 栗毛 アメリカ                          | 父の母Bel Amour 1937 栗毛 ニュージーランド              | Beau Pere                                               | Son-in-Law          | Son-in-Law       |
| 父 Cover Up 1943 栗毛 アメリカ                          | 父の母Bel Amour 1937 栗毛 ニュージーランド              | Beau Pere                                               | Cinna               |                  |
| 父 Cover Up 1943 栗毛 アメリカ                          | 父の母Bel Amour 1937 栗毛 ニュージーランド              | Love Set                                                | Captain Bunsby      | Captain Bunsby   |
| 父 Cover Up 1943 栗毛 アメリカ                          | 父の母Bel Amour 1937 栗毛 ニュージーランド              | Love Set                                                | Duck's Egg          |                  |
| 母 Betty Martin 1948 鹿毛 アメリカ                      | 母の父Hollyrood 1933 鹿毛 アメリカ                      | High Cloud                                              | Ultimus             | Ultimus          |
| 母 Betty Martin 1948 鹿毛 アメリカ                      | 母の父Hollyrood 1933 鹿毛 アメリカ                      | High Cloud                                              | Umbra               |                  |
| 母 Betty Martin 1948 鹿毛 アメリカ                      | 母の父Hollyrood 1933 鹿毛 アメリカ                      | Mandy Hamilton                                          | John o'Gaunt        | John o'Gaunt     |
| 母 Betty Martin 1948 鹿毛 アメリカ                      | 母の父Hollyrood 1933 鹿毛 アメリカ                      | Mandy Hamilton                                          | My Sweetheart       |                  |
| 母 Betty Martin 1948 鹿毛 アメリカ                      | 母の母Rhoda F. 1942 黒鹿毛 アメリカ                     | Rhodes Scholar                                          | Pharos              | Pharos           |
| 母 Betty Martin 1948 鹿毛 アメリカ                      | 母の母Rhoda F. 1942 黒鹿毛 アメリカ                     | Rhodes Scholar                                          | Book Law            |                  |
| 母 Betty Martin 1948 鹿毛 アメリカ                      | 母の母Rhoda F. 1942 黒鹿毛 アメリカ                     | Notebook                                                | Chicle              | Chicle           |
| 母 Betty Martin 1948 鹿毛 アメリカ                      | 母の母Rhoda F. 1942 黒鹿毛 アメリカ                     | Notebook                                                | Flyleaf F-No.2-d    |                  |
| 母系(F-No.)                                             | 2号族(FN:2-d)                                           | 2号族(FN:2-d)                                           | 2号族(FN:2-d)       | [ § 3 ]          |
| 5代内の近親交配                                         | 5代内アウトブリード                                     | 5代内アウトブリード                                     | 5代内アウトブリード | [ § 4 ]          |
| 出典                                                    | 1. 2. 3. 4.                                             | 1. 2. 3. 4.                                             | 1. 2. 3. 4.         | 1. 2. 3. 4.      |

父はアメリカで競走生活を送り、ハリウッドゴールドカップなどに優勝している。母は不出走。曾祖母ノートブックがセリマステークスに優勝、その産駒にアスタリタステークス優勝馬キーノート (Key Note) がいるほかは、近親に目立った活躍馬は存在しない。